# Cyro dos Anjos
Cyro Versiani dos Anjos (Montes Claros, 5 de octubre de 1906 - Río de Janeiro, 4 de agosto de 1994) fue un periodista, profesor, cronista, novelista, ensayista y memorialista brasileño.

## Biografía
Fue el decimotercero de los catorce hijos de un hacendado y profesor y de una mujer también ilustrada, lo que le facilitó una esmerada educación. Cursó estudios primarios y secundarios en su ciudad natal. En 1923 fue a Belo Horizonte, donde cursó Derecho en la Universidad Federal de Minas Gerais de la que egresó en 1932. Durante los años de facultad trabajó como funcionario público y periodista en diferentes publicaciones, como el Diário da Tarde, el Diário do Comércio, el Diário da Manhã, el Diário de Minas, en A Tribuna y en Estado de Minas.
Tras licenciarse intentó ejercer como abogado en su ciudad natal, pero desistió y volvió a Belo Horizonte, a la prensa y al servicio público, en el cual ocupó diferentes cargos de la administración estatal. Fue oficial de gabinete del secretario de finanzas, oficial del gabinete del gobernador, director de la Imprenta Oficial, miembro del Consejo Administrativo del Estado y presidente del mismo Consejo. De 1940 a 1946 fue profesor de Literatura Portuguesa de la Facultad de Filosofía de Minas Gerais. En 1933, como redactor de A Tribuna, publicó una serie de crónicas, que serían el embrión de su más famosa novela, O amanuense Belmiro (El amanuense Belmiro), publicada en 1937. La obra, escrita siguiendo el estilo de Machado de Assis, relata la vida de un funcionario público de una capital minera.
En 1946 se desplazó a Río de Janeiro, donde volvió a ejercer funciones burocráticas, esta vez en la administración federal. Durante el gobierno del presidente Eurico Gaspar Dutra ocupó las funciones de asesor del ministro de Justicia, fue director del Instituto de Previsión y  Asistencia de los Servidores del Estado (IPASE),y presidente del mismo Instituto, en 1947. Colaboró también en diversos órganos de la prensa carioca.
En 1952 fue a México, donde ostentó la cátedra de estudios brasileños en la Universidad Autónoma de México. En 1954 ejerció idéntica función en la Universidad de Lisboa. Allí, ese mismo año, publicó el ensayo A criação literária (La creación literaria). Ya de vuelta a Brasil, a finales de 1955, fue subjefe del Gabinete Civil del gobierno de Juscelino Kubitschek y, más tarde, impartió docencia en la Universidad de Brasilia y fue miembro del Tribunal de Cuentas del Distrito Federal.
El 1 de abril de 1969 fue elegido para la Academia Brasileña de Letras, silla n.º 24, como sucesor de Manuel Bandeira, habiendo sido recibido por el académico Aurélio Buarque de Holanda el 21 de octubre en el mismo año.
Instalándose de nuevo 1976 en Río de Janeiro no se desligó de las actividades académicas, dirigiendo un curso de literatura en la Universidad Federal de Río de Janeiro.
Como intelectual, convivió con la generación de Carlos Drummond de Andrade, João Alphonsus de Guimaraens y otros escritores de peso. Es considerado el novelista más sutil y poético de la generación de los años 1930. En medio de un conjunto de obras de denuncia social y de registros de las contradicciones brasileñas, sus novelas destacan por el lirismo y la delicadeza de sus trazos.

## Principales obras

### Novelas
- O amanuense Belmiro (1937)
- Abdias (1945)
- Montanha (1956)

### Ensayos
- A Criação Literária (1954)

### Memorias
- Explorações no Tempo (1963)
- A Menina do Sobrado (1979)

### Poesía
- Poemas Coronários (1964)

## Premios literarios
- de la Academia Brasileira de Letras, por la novela Abdias (1945);
- del PEN-Club de Brasil y la Cámara Brasileña del Libro, por Explorações no tempo (1963) y A menina do sobrado (1979).